# ویلنیوس ۳۰۷۲
سیارک ۳۰۷۲ (به انگلیسی: 3072 Vilnius، نامگذاری:1978RS1) سه هزار و هفتاد و دومین سیارک کشف شده‌است که در ۵ سپتامبر ۱۹۷۸ کشف شد.
قدر مطلق سیارک برابر ۱۴٫۰۰ است.